# 1982년 아시안 게임 대한민국 선수단
대한민국은 1982년 11월 19일에서 12월 4일까지 인도 뉴델리에서 열린 제9회 아시안 게임에 선수단을 파견했다.